# Games Workshop
Britská společnost vyrábějící potřeby pro stolní hry s miniaturami (tzv. wargaming). Mezi její nejznámější značky patří Warhammer 40.000 a Warhammer Fantasy Battles, hojně licencované například pro počítačové hry. Sama pak v licenci filmové adaptace trilogie Pán Prstenů vydává hru The Lord of the Rings: Strategic Battle Game.
Maloobrátkové modely pro své hry Games Workshop vydává prostřednictvím své dceřiné společnosti Forge World. Přes svou druhou dceřinou společnost Black Library vydává i romány z obou těchto fiktivních světů, které licenčně vychází i v českém překladu pod nakladatelstvím Polaris.
Krom samotného návrhu a výroby společnost částečně zajišťuje i samotný prodej svých výrobků skrz síť maloobchodních prodejen ve vybraných zemích. V České republice jsou pak její produkty dostupné přes nezávislé prodejce, jako je například Ogří Doupě, TLAMA games a Fantasyobchod.cz.